# Muziekvereniging Excelsior (Winterswijk)

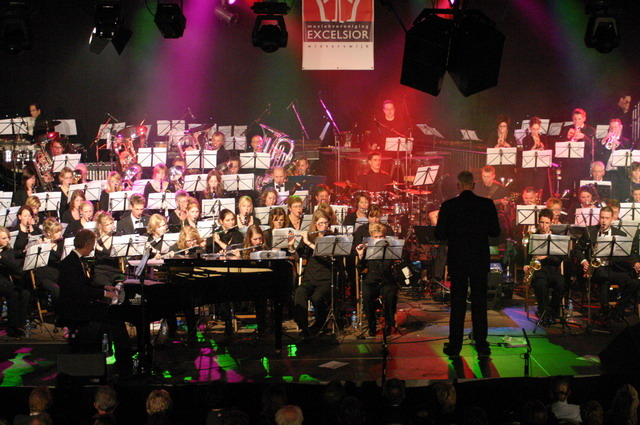
Jubileumconcert Excelsior bij 100-jarig bestaan met Cor Bakker op piano, 8 december 2007

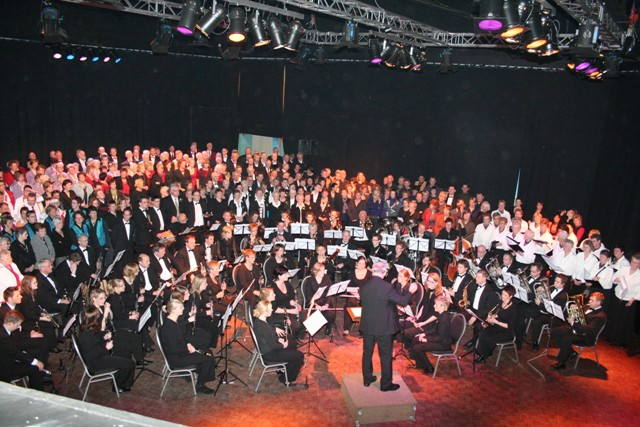
Muzikale begeleiding van korenfestival in de Storm door Excelsior, 16 februari 2008

De Muziekvereniging Excelsior uit Winterswijk werd opgericht op 9 juni 1907. Ze bestaat uit een groot harmonieorkest, een leerlingenorkest, een beginnersorkest, een slagwerkgroep, een leerlingenslagwerkgroep en majorettes. De vereniging telt ongeveer 180 leden.

## Geschiedenis
Het harmonieorkest speelt sinds 1953 op het hoogste amateurniveau, in de eerste divisie (oude naam: Vaandelafdeling). De slagwerkgroep werd in 2001 landskampioen in de eredivisie. Wegens het 100-jarig bestaan en de vele verdiensten voor de gemeenschap is in 2007 de koninklijke erepenning toegekend aan Muziekvereniging Excelsior.

## Optredens
Excelsior verzorgt jaarlijks meerdere concerten, traditionele straatoptredens en serenades. Bij het honderdjarig bestaan van de vereniging is op 9 juni 2007 op symbolische wijze een muziekkoepel aan de bevolking van Winterswijk aangeboden.
Op initiatief van Excelsior wordt sinds 2009 jaarlijks in januari het slagwerkevenement Winterdrums gehouden in Theater De Storm. In het kader van het 110-jarig jubileum heeft de vereniging in oktober 2017 een aantal concerten gegeven in China. Daar werd een eerste plaats gehaald op het festival voor harmonieorkesten in Nanjing.